# 安藤ケンサク
『安藤ケンサク』（あんどうケンサク）は、任天堂より2010年4月29日に発売されたWii用ゲームソフト。

## 概要
インターネット検索（Google提供）のヒット数（検索結果数）を出題対象とした言葉遊びゲーム。タイトル名は、複数のキーワードで検索結果を絞り込む「AND検索」のもじりである。「任天堂カンファレンス 2008.秋」において「ケンサクス（仮題）」として初披露された。
14種類のゲームを収録している。発売後は1年間にわたりWi-Fi通信を利用してゲーム中に使用されるヒット数を更新したり、新しい問題の追加配信が不定期で行われた。配信された問題は公式サイトでユーザーから募集した問題がほとんどだった。
2010年3月30日の『超『ぷっ』すま!! 春の京都!!芸能人&食通が教える超穴場グルメ人気No.1&超有名企業のウラ側すべて見せますSP!!』では、任天堂本社において番組出演陣による体験プレイが放映。お題（番組向けのオリジナルで、草彅剛など出演者の名前が出題された）と対になるキーワード（エロい、ダンスが上手など）を選択し、ヒット数が多い者が勝ちとなるゲームがプレイされた。

## ゲームモード
どちらが多い？
二つの言葉の中から、制限時間内にヒット数が多い方を予想し選択する、1～4人用のゲーム。
正解率が条件を満たしているとクリアとなる。問題セット数はゲーム開始時は215。
ユーザーからの投稿問題も出題される事もある。
グラフで見えるトレンドクイズ
「お題コトバ」が最も多く検索された地域や時期を選ぶ、1～4人用のゲーム。
正解はレース形式で発表され、選んだ選択肢の順位によって点数が貰える。合計点数が条件を満たしている場合はクリアとなる。問題数はゲーム開始時は209問。
ちなみにレースの参加者は、安藤ケンサク以外のロボット達である。
連想！検索クロスワード
キーワードに関する検索情報をヒントにクロスワードパズルを解く、1人用のゲーム。
キーワードによって複数のヒントが設定されているものもあり、縦か横のマスを選んで一文字ずつ答えを入力し、全てのマスが埋まるとクリアとなる。
16ステージクリアするごとに新しいステージを選ぶ事が可能になる。
コトバをつなげて文章パズル
「コトバリスト」から選んだ言葉を「空きパネル」に置いて出来る文章でフレーズ検索する、1人用のゲーム。
全てのパネルが埋まった時に「合計ヒット数」が「クリア枠」に入るとクリアとなる。
16ステージクリアするごとに新しいステージを選ぶ事が可能になる。
ケンサク！パネル9
「パネル」の言葉と合う言葉を「コトバリスト」から選び、フレーズ検索してパネルを奪い合う、1～4人用のゲーム。
全てのラウンドを終えた時に「ゲットパネル合計ヒットする」×「ゲットしたパネル数」で点数を計算して順位を競う。
レベル2以上では1列揃えると「ビンゴボーナス」をゲットでき、その上ランダムでイベントが行うようになる。
早うち！ケンサク銃士（ガンマン）
「お題コトバ」と撃った的の言葉をフレーズ検索する、1～4人用のゲーム。
ヒット数の多い順に点数が与えられ、合計点数で順位を競う。
レベル2以上ではアイテムが出現するようになる。
ばくだんサバイバル
「コトバリスト」の中からヒット数が一番少ない言葉を選ぶと、爆弾が爆発して失敗となる、1～4人用のゲーム。
全てのラウンドを終えた時に最も失敗の少ないプレイヤーが1位となる。
ならべて！ケンサク番付
「コトバパネル」を選んで位置を入れ替える、1人用のゲーム。
「検索ボタン」を押した時に、上からヒット数が多い順番に並べられるとクリアとなる。
並べ間違えると「ハート」が一つ減り、全部なくなるとゲームオーバーとなるが、見事クリアすれば一つ回復する。
ゆらゆらケンサク対決
言葉の書かれた「鳥の巣箱」を選ぶ、1～4人用のゲーム。
ヒット数に応じて鳥が飛び出すとバランスが変わり、その鳥の数が記録になるが、バランスを崩すと0になる。
規定ラウンド数を終えるか、誰かが「目標記録」に達すると終了となる。
ケンサクカードバトル
「お題コトバ」と合う「コトバカード」を選び、アンド検索する、1～2人用のゲーム。
ヒット数の多いプレイヤーが相手のHPにダメージを与え、相手のHPを0にしたプレイヤーが勝ちとなる。
レベル2以上ではクラスタイプを選び、タイプによって使用出来るアイテムが変化する他、ターンによってアイテムを獲得する事が可能になる。
レベル4以上では「コトバカード」に属性が付くようになり、属性の相性によってダメージが変化する。
協力！みんなで宇宙探検
「お題コトバ」と合う言葉を「コトバリスト」から選び、アンド検索する、1～4人用のゲーム。
ヒット数に応じてロケットが移動し、4回移動し終えた時に「クリアエリア」に入っているとステージクリアとなる。
ゴールの星をクリアするとゲームクリアとなるが、通り過ごした場合は即アウトとなる。
ステージによって進行を悪化させるイベントも発生するようになり、レベル2以上では到達したエリアに応じてアイテムを入手し、使用可能になる。
アンドケンサク！パネル9
「パネル」の言葉と合う言葉を「コトバリスト」から選び、アンド検索してパネルを奪い合う、1～4人用のゲーム。
ルールは「ケンサク！パネル9」と同じ。
つなぐ！ケンサクパズル
「コトバリスト」の言葉を「空きパネル」に置いて、隣り合うパネル同士でアンド検索する、1人用のゲーム。
全てのパネルが埋まった時に、「合計ヒット数」が「目標ヒット数」を超えるとクリアとなる。
のぼる！ケンサク階段
「お題コトバ」と合う言葉を「コトバリスト」から選び、アンド検索する、1人用のゲーム。
選んだ言葉が次の「お題コトバ」となり、ヒット数に応じて階段が増え、目標段数に到達するとクリアとなる。
階段は後ろから崩れて行き、落ちるとゲームオーバーとなる。
レベル2以上ではアイテムを使用可能になる。

## 登場キャラクター
安藤ケンサク
本作のマスコット的なケンサクロボット。
白いボディが特徴的で、殆どのゲームで顔を出す事が多い。キャラクターの中でも唯一フルボイスで話す。
『ケンサク！パネル9』と『ばくだんサバイバル』を担当している。
言葉ウルル
水玉のような目と耳部分をした、水色の女性ケンサクロボット。
性格は優しく、安藤ケンサクと同じように敬語で話すしっかり者。お掃除も上手。
天気情報の検索が得意で、『どちらが多い？』を担当している。
情報アソブ
ニヤけた表情を持つ青色のケンサクロボット。
明るくて元気なやんちゃ者で、タメ口で話す。
楽しい遊び場を検索するのが好きで、『グラフで見れるトレンドクイズ』を担当している。
夏目ブンセキ
眼鏡に白いネクタイをかけた紫色のケンサクロボット。
秀才的なイメージを持っているために勉強好きで、敬語で話す。
得意な事は検索結果の分析で、『連想！検索クロスワード』を担当している。
土目院データ
刺のような耳部分に、機械的な顔立ちをした黄緑のアンテナ強化型ケンサクロボット。
『ピピッ』や『～デス』と言った機械的な口癖を持つ。性格は堅く、検索の早さはぴか一。
『コトバをつなげて文章パズル』を担当している。
熱血ヒット
濃い黒眉毛にヒーロー的な白いベルトをはめた赤色のケンサクロボット。
名前の通り熱血漢で正義感が高く、常に燃え上がっているがんばり屋さん。
必殺技を検索するのが好きで、『早うち！ケンサク銃士』を担当している。
京野しらべ
閉じた睫毛を持ち、お嬢様風な薄紫の女性ケンサクロボット。
おっとりしたロマンチストで、京都弁で話す。
旅の情報を検索するのが上手で、『ならべて！ケンサク番付』を担当している。
不思議ピヨコ
くちばしのような口に羽根のような耳部分を持つ黄色の女性鳥型ケンサクロボット。
鳥のイメージを持っているため、『～ピヨ』が口癖。性格は呑気でマイペース。
楽しい事を検索するのが好きらしく、『ゆらゆらケンサク対決』を担当している。
新着キラリ
ツインテールのような耳部分を持つピンクの女性ケンサクロボット。
コギャルのイメージを持っているため、顔文字を混ぜて話すほど元気でハイテンション。
最新の流行を検索するのが好きで、『ケンサクカードバトル』を担当している。
丹後ペコエモン
舌を出しっぱなしにしているオレンジ色のケンサクロボット。
いつも空腹になっている食いしん坊で、『～グー』が口癖。
美味しい食べ物を検索するのが得意で、『アンドケンサク！パネル9』を担当している。
キーワード・F・コスモ
角のような耳部分に、胸元に白い星マークのついた、宇宙人のような顔立ちをした灰色のケンサクロボット。
宇宙人と言うイメージを持っているためか、翻訳付きの外来語で話す。『
宇宙に関する情報を検索しているらしく、『協力！みんなで宇宙探検』を担当している。
案内サグル
細い目付きに、胸元に白い飾りを付けた緑色のケンサクロボット。
『～ッス』が口癖で、何かと気が利く段取り上手。
検索で下調べもバッチリで、『つなぐ！ケンサクパズル』を担当している。
野山ポチ
耳部分と顔が明らかに犬になっている茶色の犬型ケンサクロボット。
犬と言うイメージのため、散歩が好きで、『～ワン！』が口癖。
尻尾の電池で野外での検索も可能で、『のぼる！ケンサク階段』を担当している。